# Франц Розман Стане
Франц Розман Стане (Љубљана, 27. март 1911 — Локве код Чрномеља, 7. новембар 1944), учесник Шпанског грађанског рата, Народноослободилачке борбе, генерал-лајтнант НОВЈ и народни херој Југославије.

## Биографија
Франц Розман је рођен 27. марта 1911. у Љубљани. Његова породица је живела у селу Сподње Пирнице, где је Франц провео своје детињство. По завршетку основне школе, радио је код сељака као слуга и чобанин. Отац му је у Првом светском рату 1914. нестао на руском фронту. Пошто су му се сестре удале, суд је Францу и његовом млађем брату одредио старатеље. Један од Францових старатеља је био Валентин Рожанц, комунист, а касније народни херој Југославије, који је имао утицаја на младог Франца.
Франц је пекарски занат изучио у Љубљани и после је неко време радио као калфа. Касније се добровољно пријавио у Југословенску војску, са жељом да постане пилот, али је одбијен због недовољне школске спреме. Војни рок је зато служио у Пекарској чети у Петроварадину и добио чин каплара. После одслужења војног рока, отворио је пекару у Медводама, али је банкротирао.

### Шпански грађански рат
У јесен 1936. међу првима је отишао у Француску, а одатле у Шпанију, где је учествовао у одбрани Мадрида, у новембру исте године. Те године је постао и члан Комунистичке партије Шпаније, а члан Комунистичке партије Југославије (КПЈ) три године касније. У пролеће 1937. завршио је подофицирски курс, а овладао је и руским и шпанским језиком, па је радио као преводилац за совјетске инструкторе. Касније је завршио и официрски курс у Албасетеу и постао поручник и командир чете батаљона „Димитров“, у 15. интернационалној бригади. Временом је унапређен у чин капетана и постављен за команданта батаљона. У периоду од 1939. до 1941. био је у француским логорима, да би у априлу 1941. отишао да ради у Немачкој, у околини Лајпцига као пекар. У јулу исте године је побегао најпре у Загреб, а потом у Љубљану.

### Народноослободилачка борба
Почетком септембра 1941, одређен је за команданта Првог штајерског батаљона, којим је командовао у многим акцијама, и у покрету према Брежицама, у октобру и новембру, када су партизанске јединице покушале да спрече масовну депортацију словеначког становништва. Кад се батаљон поделио на мање групе због зиме, Франц је дошао у Љубљану, где је постављен за команданта Другог штајерског батаљона. Њиме је командовао у покушају батаљона да се пробије у немачку окупациону зону, у децембру 1941. године, а после у повратку логоровао је на брду Поглед, код Љубљане, где је обучавао борце.
У пролеће, батаљон је прерастао у Прву штајерску партизанску бригаду. Франц Розман је командовао у многим борбама, у мају и јуну 1942. године, између осталих код Јанчја и Мујаве. У јуну, делови бригаде одлазе преко Нотрањске и Горењске за Штајерску, где се пробијају почетком септембра, после тешких борби и даноноћних маршева.
Доласком у Штајерску, организоване су нове партизанске јединице, а на почетку 1943. године, после реорганизације, Розман је именован за команданта Четврте оперативне зоне. Дана 14. јула 1943. године постао је командант Главног штаба НОВ и ПО Словеније, када је наредбом од 1. маја 1943. године, унапређен у чин генерал-мајора. Идуће године, 1. септембра, унапређен је у чин генерал-лајтнанта НОВЈ.
Кад је 7. новембра 1944. године, заједно с групом виших официра, испробавао нови енглески лаки минобацач, код Петрове Ваши, једна мина је експлодирала у самој цеви, и смртно га ранила. Истог дана је умро у болници Канижарница, код Чрномеља. Сахрањен је у Гробници народних хероја у Љубљани.
Одлуком Председништва Антифашистичког већа народног ослобођења Југославије (АВНОЈ), а на предлог Главног штаба НОВ и ПО Словеније, прогашен је за народног хероја Југославије, свега пар дана после погибије — 11. новембра 1944. године.
По њему је био назван ракетни чамац класе Оса Југословенске ратне морнарице (ЈРМ). Централна банка Словеније је 2011. године, поводом стогодишњице његовог рођења, пустила у оптицај милион кованица у апоену од два евра са ликом Франца Розмана Станета.